# Acacias 38
Acacias 38 é uma série de televisão romântica e humorística espanhola ambientada em 1913 numa cidade espanhola desconhecida, produzida por Televisión Española em colaboração com Boomerang tv para sua emissão na La 1. Estreou-se em horário nobre a 15 de abril de 2015 de forma simultânea na La 1, La 2 e TVE Internacional, e a partir de 16 de abril é emitida pelas tardes na La 1 e TVE Internacional. Está protagonizada por Clara Garrido, Aleix Melé, Montse Alcoverro, Marc Parejo e Thrisha Fernández.

## Elenco
- Marc Parejo - Don Felipe Álvarez-Hermoso (Capítulo 1-581, 632-¿?)
- Aleix Melé - Don Santiago Becerra (Capitulo 1110-¿?)
- Juanma Navas - Don Ramón Palacios Villaverde (Capítulo 1-¿?)
- Sandra Marchena - Doña Rosina Rubio Casas de Séler, vda. de Hidalgo (Capítulo 1-¿?)
- Marita Zafra - Doña Casilda Escolano, vda. de Enraje / Doña Casilda Lopez, vda. de Enraje (Capítulo 1-¿?)
- Amparo Fernández - Doña Susana Pérez Leal, vda. de Séler (Capítulo 1-¿?)
- Inma Pérez-Quirós - Fabiana Aguado (Capítulo 1-¿?)
- David V. Muro - Servando Gallo Muñoz (Capítulo 1-¿?)
- Montserrat Alcoverro - Doña Úrsula Dicenta , vda. de Alday / Doña Úrsula Koval, vda. de Alday (Capítulo 65-300, 365-801, 830-¿?)
- Rebeca Alemañy - Doña María De Los Dolores "Lolita" Casado Campos de Palacios (Capítulo 135-¿?)
- Jorge Pobes - Don Liberto Séler Gutiérrez (Capítulo 322-¿?)
- Álvaro Quintana - Don Antonio "Antoñito" Palacios Ruzafa (Capítulo 517-¿?)
- María Blanco - Doña Carmen Sanjurjo de Palacios, vda. de Andrade (Capítulo 554-¿?)
- Jona García - Don Jacinto Mola (Capítulo 617-625, 638-660, 693-706, 742-785, 929-¿?)
- Pilar Barrera - Agustina Saavedra (Capítulo 686-¿?)
- Cristina Platas - Doña Marcelina de Mola (Capítulo 703-705, 929-¿?)
- César Vea - Cesáreo Villar (Capítulo 785-¿?)
- Clara Garrido - Doña Genoveva Salmerón, vda. de Alday y de Bryce (Capítulo 961-¿?)
- Susana Soleto - Doña Felicia, vda. de Pasamar (Capítulo 961-¿?)
- José Pastor - Emilio Pasamar (Capítulo 961-¿?)
- Aria Bedmar - Camino Pasamar (Capítulo 961-¿?)
- María Gracia - Doña Mari Belli "Bellita" del Campo de Domínguez (Capítulo 961-¿?)
- Manuel Bandera - Don José Miguel Domínguez Chinarro (Capítulo 961-¿?)
- Gurutze Beitia - Arantxa Torrealday Yurrebaso (Capítulo 961-¿?)
- Aroa Rodríguez - Cinta Domínguez Del Campo (Capítulo 966-¿?)
- Trisha Fernández - Doña Marcia Alves Fernandes de Becerra  (Capítulo 1029-¿?)
- Ylenia Baglietto - Maite

### Reparto secundario
- David García-Intriago - Comisario Don Aurelio Méndez (Capítulo 14-36, 482-¿?)
- Antonio Lozano - Don Armando Caballero (Capítulo 1101-¿?)
- Josep María Riera - Alfonso Carchano (Capítulo 1101-¿?)

## Episódios e audiências
| Temporada | Temporada | Episódios | Estreia             | Final | Audiência media | Audiência media | Audiência media |
| Temporada | Temporada | Episódios | Estreia             | Final | Espectadores    | Quota           |                 |
| --------- | --------- | --------- | ------------------- | ----- | --------------- | --------------- | --------------- |
|           | 1         | -         | 15 de abril de 2015 | -     | -               | -               |                 |